# Hanni Weisse
Hanni Weisse, gebürtig Klara Theresie Johanna Weisse (* 16. Oktober 1892 in Chemnitz; † 13. Dezember 1967 in Bad Liebenzell), war eine deutsche Schauspielerin. Sie war eine der großen Stummfilmdiven und konnte ihren Star-Status bis in die 1930er Jahre halten.

Hanni Weisse auf einer Fotografie von Alexander Binder

## Leben
Sie erhielt eine Ausbildung im Cello-Spiel und trat erstmals 1910 in kleinen Rollen mit Chorverpflichtung am Berliner Thalia-Theater auf. 1912 war Weisse Ensemblemitglied des Königlichen Belvedere Dresden, mit dem sie eine Tournee durch ganz Deutschland unternahm. Der Filmregisseur Max Mack entdeckte sie und besorgte ihr ein Engagement bei der Produktionsgesellschaft Vitascope. Sie debütierte 1911 in Macks Launen des Schicksals und spielte auch in seinem Film Der Andere (1913), der als Filmdebüt des berühmten Theaterschauspielers Albert Bassermann viel Beachtung bekam. Das von Paul Lindau nach seinem Bühnenstück verfasste Werk gilt als einer der ersten deutschen Filme, die von der Kritik als künstlerisch anerkannt wurden.
Hanni Weisse bestach durch die natürliche Art ihres Spiels und wurde bald eine der meistbeschäftigten Filmschauspielerinnen. Eine ihrer besten Rollen hatte sie 1919 als alkoholkranke Mutter in E. A. Duponts Alkohol. 1921 spielte sie an der Seite von Albert Steinrück in Das Blut. Im Laufe der 1920er Jahre wurden ihre Filmrollen allmählich kleiner.
Seit den 30er Jahren verstärkte sie ihre Theaterarbeit und gab unter anderem Gastspiele am Theater am Schiffbauerdamm und am Lessingtheater. 1942 drehte Weisse ihren letzten Film Vom Schicksal verweht und zog sich danach aus dem Filmgeschäft zurück. Insgesamt spielte sie in mehr als 100 Filmen mit.
Nach ihrem Rückzug aus der Filmwelt eröffnete sie mit ihrem zweiten Mann das Hotel-Restaurant Herrenhaus bei Aussig. Von dort vertrieben, siedelte sie sich 1945 in Radebeul nahe Dresden an und pachtete dort das Berggasthaus Sängerhöhe. Im Jahr 1948 ging sie nach Westdeutschland und eröffnete in Frankfurt am Main eine Kneipe. Sie war auch Besitzerin des Hotel-Restaurants Zum Heidelberger, das sich zu einem Künstlertreff entwickelte.
Hanni Weisse war in erster Ehe verheiratet mit dem Drehbuchautor Bobby E. Lüthge, von dem u. a. die Drehbücher zu ihren Filmen Mater dolorosa (1924), Der Kavalier vom Wedding (1927) und Kaczmarek (1928) stammten.

## Filmografie
- 1911: Launen des Schicksals
- 1912: Hungrige Hunde
- 1912: Die Zigeunerin
- 1913: Der Andere
- 1913: Der letzte Tag
- 1913: Die Berliner Range
- 1913: Frau Hanni
- 1913: Das goldene Bett
- 1914: Ein seltsamer Fall
- 1914: Ivan Koschula
- 1914: Hans und Hanni
- 1914: Hanni, kehre zurück! Alles vergeben!
- 1915: Lache, Bajazzo!
- 1915: Das achte Gebot
- 1915: Nur eine Lüge
- 1915: Arme Marie
- 1915: Pension Lampel
- 1915: Das dunkle Schloß
- 1916: Diebe – und Liebe
- 1917: Die Nichte des Herzogs
- 1917: Das Doppelgesicht
- 1917: Du sollst keine anderen Götter haben
- 1917: Zimmer Nummer sieben
- 1918: Der Taktstock Richard Wagners
- 1920: Alkohol
- 1920: Der Kammersänger
- 1920: Der Mord ohne Täter
- 1920: Der Graf von Cagliostro
- 1921: Das Blut
- 1921: Der Friedhof der Lebenden
- 1921: Das Geheimnis der Santa Maria
- 1922: Das Spiel mit dem Weibe
- 1922: Der Abenteurer
- 1922: Der falsche Dimitry
- 1923: Der Evangelimann
- 1924: Mater dolorosa
- 1925: Die drei Portiermädel
- 1925: Elegantes Pack
- 1925: Weil Du es bist
- 1926: Die Mühle von Sanssouci
- 1926: Zopf und Schwert
- 1926: Herbstmanöver
- 1926: Wie bleibe ich jung und schön – Ehegeheimnisse
- 1926: Das Geheimnis von St. Pauli
- 1926: Was ist los im Zirkus Beely?
- 1927: Der Millionenraub im Riviera-Expreß
- 1927: Männer vor der Ehe
- 1927: Die Bräutigame der Babette Bomberling
- 1927: Der Bettler vom Kölner Dom
- 1927: Wenn der junge Wein blüht
- 1927: Die glühende Gasse
- 1927: Der Kavalier vom Wedding
- 1928: Vom Täter fehlt jede Spur
- 1928: Dragonerliebchen
- 1928: Die tolle Komteß
- 1928: Kaczmarek
- 1928: Mädchen, hütet Euch!
- 1928: Berlin After Dark
- 1929: Vertauschte Gesichter
- 1930: Ehestreik
- 1934: Die Liebe und die erste Eisenbahn
- 1935: Die Heilige und ihr Narr
- 1935: Die selige Exzellenz
- 1935: Krach im Hinterhaus
- 1936: Rosen und Liebe
- 1936: Donner, Blitz und Sonnenschein
- 1937: 2 × 2 im Himmelbett
- 1937: Die Kronzeugin
- 1937: Brillanten
- 1937: Gewitterflug zu Claudia
- 1937: Wiederseh’n macht Freude
- 1938: Gastspiel im Paradies
- 1938: Liebelei und Liebe
- 1938: Sergeant Berry
- 1939: Eine kleine Nachtmusik
- 1939: Umwege zum Glück
- 1942: Vom Schicksal verweht